# Humboldt Hill (Kalifornija)
Humboldt Hill je naseljeno područje za statističke svrhe u američkoj saveznoj državi Kalifornija. Prema popisu stanovništva iz 2010. u njemu je živjelo 3.414 stanovnika.